# Hlubočky
Hlubočky (dříve česky Hluboček, německy Hombok) jsou obec v okrese Olomouc. Žije zde přibližně 4 200 obyvatel. Obec leží v oblasti Nízkého Jeseníku v údolí řeky Bystřice. V katastru obce leží dvě chráněná území, jsou to přírodní park Údolí Bystřice u Hluboček vyhlášený v roce 1995 a přírodní rezervace Hrubovodské sutě existující od roku 2001. Obec je rekreační oblastí krajského města Olomouc, nachází se zde několik chatových oblastí a Ski areál Hlubočky a Ski areál na Hrubé Vodě. Hlubočky také leží na západní hranici vojenského újezdu Libavá. V současnosti vede obec starostka Eva Hasníková a místostarosta Pavel Samek.
Rozvoj obce započal s budováním továrny na hřebíky a železáren v Mariánském Údolí, později věhlasné akciové společnosti Moravia pro průmysl železářského zboží a obchod. Byl zde otevřen poštovní úřad, škola, železniční zastávka, četnická stanice, spořitelna, zakládány spolky a živnosti. U továrny na hřebíky vybudovala továrnická rodina Machanek úřednické budovy, dělnickou ubytovnu a později dělnickou kolonii. Obyvatelstvo německé národnosti bylo po osvobození v roce 1945 vysídleno. V roce 1956 byla k obci připojena osada Mariánské Údolí, pak v roce 1974 byl s nimi sloučen Posluchov a v roce 1976 byla integrována i obec Hrubá Voda.

## Znak obce
V roce 1992 byl schválen vlastní obecní znak a prapor. Ve znaku je stříbrná špice v zeleném štítu s modrou patou, která znázorňuje údolí řeky Bystřice zařezané v lesnatých stráních. Nad řekou je potom umístěno upravené logo továrny Moravia, tedy mísa se šlehajícími plameny.

## Části obce
- Hlubočky (německy Hombok) – k. ú. Hlubočky, Hlubočky I, Hlubočky II, Hlubočky III, Hlubočky IV
- Hrubá Voda (německy Grosswasser) – k. ú. Hrubá Voda
- Mariánské Údolí (německy Marienthal) – k. ú. Hlubočky
- Posluchov (německy Posluchau) – k. ú. Posluchov

K 1. lednu 2016 se obec rozšířila o katastrální území Hlubočky I (0,121693 km²), Hlubočky II (0,059313 km²), Hlubočky III (0,005941 km²) a Hlubočky IV (1,278989 km²), které do té doby existovaly v rámci vojenského újezdu Libavá. Jedná se v zásadě o zcela zalesněné katastry (přičemž např. pozemky moderního k. ú. Hlubočky I náležely před 20. prosincem 2002 ke katastrálním územím Hlubočky a Mrsklesy na Moravě a poté až do roku 2014 ke katastrálnímu území Velká Střelná).[zdroj?]

## Název
Písemný doklad z roku 1364 má latinsko-českou podobu parva Hluboky ("Malé Hluboky" - přívlastek odlišoval od Velkých Hlubok, což bylo asi tehdejší jméno Hrubé Vody). Jméno Hluboky je první pád množného čísla přídavného jména hluboký ve jmenném skloňování. Jméno se po čase stalo nesrozumitelné a bylo přichýleno k obecnému hluboček - "hluboký les" nebo "hluboké údolí". Nová podoba je doložena od 1365 nejprve v množném čísle, od roku 1480 až do konce 19. století se psalo jméno v jednotném čísle (Hluboček, zřídka Hlubočec). Německé jméno vzniklo z českého (z původního Hluboky).

## Historie
Obec patřila r. 1340 do majetku hradu Hluboký, kdy je Hluboček (Hombok) společně s Nepřívazem (Epperswagen), Hrdibořicemi a Posluchovem zmíněn jako zeměpanské léno v majetku olomouckého biskupa Johanna Wolka. Po jeho smrti byl hrad r. 1351 darován císařem a králem Karlem IV. markraběti Janu Jindřichovi. Značně rozšířený hradní majetek byl nakonec sloučen s panstvím Velká Bystřice, které sestávalo na začátku 19. století z obcí: Velká Bystřice, Hluboček, Čechovice, Varhošť (Haslicht), Mrsklesy (Nirklowitz), Nepřívaz (Epperswagen), Hrubá Voda (Grosswasser), Jestřábí (Habicht), Posluchov. V podhradí ležícím Hlubočku (Hombok) držela olomoucká kapitula již v roce 1131 dva lány, r. 1276 byla ves v držení Budislawa von Hombok, r. 1366 v majetku bratří Bohuslawa a Erasma z Bystřice, přičemž r. 1391 nechal Záviš z Bystřice zapsat do desek polovinu vsi Ladislavovi z Kravař, r. 1398 Bohuslaw druhou polovinu Martinu Pacholikowi a jeho bratrům. V roce 1406 už se nacházela ves v majetku hradu Hluboký.

### Rakouské císařství a Rakousko-Uhersko
V roce 1827 zde Josef Zwierzina založil hutě a železárny, k nimž se váže i založení osady Mariánské Údolí. Průmyslový závod v Hlubočkách započal výrobu r. 1854, krátce nato započala výroba v druhém závodě Machankově v Mariánském Údolí, v r. 1855 vstoupili do firmy jako veřejní společníci jeho dva synové, dr. Ignác Machanek a Max Machanek, v roce 1860 třetí syn Osvald Machanek a prokurista Jan Orel. Firma r. 1867 přesídlila do Vídně, v Olomouci zůstal obchod železem pod starou firmou I. C. Machanek, jako zástupce železářského průmyslu v Těšíně.
Továrna v Hlubočkách vznikla ze starých Josefských hamrů a Ignác Carl Machanek z ní vybudoval továrnu na výrobu hřebíků za studena. V Mar. Údolí koupil I. C. Machanek r. 1861 zrušený těžařský závod Zwierzinův, z kterého vybudoval slévárnu a sem přenesl výrobu plechového zboží a stavebního kování. V Hlubočkách ponechal výrobu hřebíků a obuvnických podkůvek. Hlubočská továrna byla prvním podnikem v Rakousku-Uhersku, který vyráběl obuvnické hřebíky tzv. drátěnky a prvním v Evropě, který vyráběl obuvnické cvočky tzv. taksy. V letech 1910-1915 akciová společnost Moravia zřídila v Hlubočkách zařízení pro samočinné zpracování válcového páskového železa.
Moravsko-slezská ústřední dráha zahájila svůj provoz 30. června 1872 a ve stanici v Hlubočku byla zároveň zřízena poštovní a telegrafní stanice. Poštovní úřad svoji činnost zahájil 1. ledna 1873 a obsluhoval obce Hluboček (Hombok), Nepřívaz (Epperswagen), Jestřábí (Habicht) a Varhošť (Haslicht). Od roku 1903 byl spojen pěší pochůzkou s poštovní podatelnou v Hrubé Vodě. Dvoutřídní obecná škola s německým vyučovacím jazykem byla otevřena od září 1873, v roce 1877 byl jmenován novým nadučitelem Isidor Krček, po něm Franz Schiebel a Anton Seibert. Četnická stanice v Hlubočku započala svoji činnost 1. listopadu 1898, kam byla přeložena z Velkého Týnce. V roce 1907 byl vyhlášen konkurz na stavbu nové nádražní budovy a adaptaci dosavadní budovy na bydlení pro nádražní personál. V roce 1908 se konalo položení základního kamene ke stavbě kostela Božského Srdce Páně, jehož stavba byla dokončena roku 1910. Nová fara započala činnost 1. září 1912 a farářem byl ustanoven P. Alfred Kaminski. Nová moderní budova obecné školy se 4 třídami a s německým vyučovacím jazykem byla dokončena v roce 1912.
Obecní zastupitelstvo (ustavené 1. července 1910)
- Starosta: Pratschke Adolf
- Radní: Wausner Josef - Polzer Ignatz - Jassinger Konstantin
- Výbor: Abeska Florian - Fichtner Konstantin - Motzke Konstantin - Daume Josef - Reimer Franz - Reimer Rudolf - Springer Julius - Strohall Rudolf
- Náhradníci: Abeska Josef - Partsch Karl - Kabilka Joachim - Tandler Johann - Hausmann Emil - Hünel Franz[33]

Místní školní rada
- Předseda: Motzke Konstantin
- Místopředseda: Gomółka Josef
- Členové výboru: Nový Franz - Kabilka Joachim - Strouhal Rudolf - Adler Joachim[33]

Obecná škola čtyřtřídní: do školního roku 1897/1898 dvojtřídní, do školního roku 1909/1910 trojtřídní, ve školním roce 1914/1915 měly 2., 3. a 4. ročník paralelní třídy. s německým vyučovacím jazykem v olomouckém školním okrese, nadučitel Koselka Franz (od r. 1905) - Pika Adolf - Przibilla Heinrich - Nedbal Sophie - Holly Kornelia (ruční práce) - Topisch Othilie. V novém Československu zařazena pod školní okres Šternberk se školami s německým vyučovacím jazykem.
Porodní bába: Sigmund Antonia
C. k. poštovní úřad: poštmistr Karger R.
Nádraží c. k. státní dráhy: 
- Přednosta: Sedláček Franz, adjunkt
- Asistent: Czulík Franz
- Aspirant: Reichert Alexander
- Staniční m.: Hrubý Rudolf - Kořil Josef[33]

Spar- und Vorschusskassa- Verein für Hombok und Umgebung: družstvo založeno r. 1891, představenstvo Warner Josef - Strohal Rudolf - Hausmann Emil
Consumverein für Hombok und Umgebng: družstvo založeno r. 1897, představenstvo Hausner Josef - Schulz Johann - Springer Julius
Továrna na hřebíky: Homboker und Marienthaler Eisenwaren-Industrie-und Handelsektiongesellschaft „Moravia”
- Úřednictvo: ředitel Machanek Ignaz - technický správce Lehr Karl - komerční správce a pokladník Kittel Franz - účetní Kabilka Moritz - vrchní skladník Strohall Rudolf - technický příručí Bittmann Adolf
- Tiskárna: správce Springer Julius - Schlosser Adolf - Pianezze Jakob - Herrmann Franz - Duda Alfred - Demel Anton - Hornisch Franz - Lustinetz J.
- Mistři: Kubáček Jan - Kropáč Stanislav - Roth Čeněk - Metzel Josef - Jahn Ferdinand - Lindl Karl - Frank Rudolf
- Sklad: technický adjunkt Moyses Franz - Heidrich Alois - komerční úředník Roth Reimund[33]

Holič: Raab  Johann
Hostinský: Kühn Wilhelm (i prodej tabáku) - Reimer Rudolf - Zaurig Josef (i trafikant)
Krejčí: Madei Adolf
Kolář: Daume Franz
Kovář: Daume Rudolf
Kamenné lomy: Polzer Hermann
Mlynář: Hausmann Emil (i pila)
Obchod 
- hodinami: Partsch Karl
- krajkami: Drexlerová Juliana
- smíšeným zbožím: Niesner Heinrich - Tandler Johann - Böhm Reinhard - Hubáček Egon.
- uhlím: Sienel Raimund
- zeleninou a cukrovím: Sander Viktoria[33]

Pekaři: Niesner Heinrich - Schramek Alfons
Obuvníci: Waller Franz - Walle Wilhelm - Weiland Johann
Řezník: Koselka Franz
Stolaři: Drexler Teodor - Motzke Konstantin
Spolky: 
- Tischgesellschaft des Beamtenkasinos Nägelfabrik in Hombok[41]
- Kirchenbauverein
- Freiwillige Feuerwehr (Hombok-Marienthal)[42]
- Militär-Veteranen-Verein[43]
- Männergesangsverein
- Homboker Dilettanten-Theaterverein
- Bundesgruppe der Deutschen Nordmährens
- Gesangsklub „Brylaria”
- Frauen- und Mädchen-Bundesgruppe des Bundes der Deutschen Nordmährens
- Ortsgruppe Hombok- Marienthal des deutschen Schulvereines (předseda Koselka Franz), z nařízení zemské správy Moravy ze dne 17. dubna 1920 byla místní skupina DSHV rozpuštěna[44]
- Bienenzucht-Zweigverein für Hombok und Umgebung
- Freie Schule Ortsgruppe, Hombok und Umgebung
- Arbeiter-Turnverein[33][45]

#### Vlastní vodní revír na řece Bystřici
Za vlastní revír uznává se: Vodní dráha potoka Bystřičky od nejdolnějšího mostu státní dráhy v Jívové až k jízdnímu mostu, vedoucímu od továrny na hřebíky v Hlubočce až ku štaci dráhy v Hlubočce, s přítoky (zvláště i s přítokem „Lichnitzgrundbach“ v celé délce) a vodními stokami ve Velké Vodě, Hlubočce a Nepřívazech (pol. okres Olomoucký), a pak ve Smilové, Střelné a Jívové (pol. okr. Šternberk). Tento vlastní revír patří k panství v Hrubé Bystřici. 
Brünner Zeitung. Brünn: Mährischer Landtag, 30.11.1901, s. 2.

### První Československá republika
V Krnově bylo ustaveno ředitelství drah provincie Německé Rakousko, které si nárokovalo také dohled nad celou železniční tratí Krnov - Olomouc. Tehdejší přednosta stanice Hlubočky Dostalík svolal své podřízené, vysvětlil jim situaci a oznámil, že zdejší železniční úřad podléhá pouze ředitelství drah v Olomouci. Jeho nařízení se v převážně německých Hlubočkách přes všechen nátlak a agitaci z Krnova respektovalo. V první polovině listopadu 1918 složili všichni železniční zaměstnanci slib věrnosti československému státu do rukou přednosty stanice. V polovině téhož měsíce přijelo do Hluboček z Olomouce na dvě stovky československých vojáků, kteří se až do počátku následujícího roku ubytovali na stanici.

#### Železniční stanice
V roce 1920 započala akciová společnost Moravia podél jižní strany železniční stanice s výstavbou elektrárny a o rok později k ní přistavěla 108 metrů dlouhou vlečku pro zásobování uhlím. V roce 1921 bylo původně petrolejové osvětlení nádraží nahrazeno elektrickým, v nádražní čekárně byl zřízen bufet, rozšířený v roce 1927 o restaurační zařízení. S účinností od 1. ledna 1925 došlo ke změně názvu stanice na Hlubočky a ve stejném roce byla dokončena vlečka do kamenolomu firmy „Jan Horsák a spol.” v Hrubé Vodě. O dva roky později byl zbudován nový železobetonový most přes řeku Bystřici s příjezdovou cestou k nádraží.

#### Elektrárna
V roce 1922 postavila firma Pittel & Brausewetter pro Akciovou společnost Moravia v Hlubočkách a Mariánském Údolí elektrárnu, která sestávala z obezděného betonového skeletu se dvěma turbínovými halami (tzv. Štěpánův systém), na ně ze severu navazovalo vyšší hranolové křídlo, které na východním konci ukončovala dominantní čtyřboká zauhlovací věž se zvonovitou hlavicí, u jejíž paty se nacházel hlavní vchod se schodištěm. Ke stavbě náležela chladicí věž a 86 metrů vysoký komín. Elektrárna byla vybavena dvěma turbogenerátory 3200 kW, dvěma kotli s automatickou dopravou uhlí a měla vlastní zdroj vody v podobě dvou studní.
V roce 1933 koupilo elektrárnu město Olomouc, které ji hodlalo využívat jako doplňující zdroj elektrické energie k hlavnímu zdroji elektrárny v Přerově. Nadále ale poskytovalo továrnám v Hlubočku a Mariánském Údolí el. energii, čímž splácelo kupní cenu elektrárny. Od 1. září 1934 byl v elektrárně v Hlubočku zahájen provoz, čemuž předcházela oprava kotle, přesívače a turbíny. V elektrárně zůstalo zaměstnáno 5 osob od fy Moravia a 4 zaměstnance dosadily městské elektrické podniky v Olomouci. Elektrárna měla i nadále vyrábět stejné množství el. energie, tedy 2 000 000 kWh ročně. V roce 1942 ji fy Moravia za 2 ¾ mil. korun odkoupila od města Olomouce zpět.

#### Skauti
Po prázdninách školního roku 1931/32 přikročil IV. oddíl Skautů Republiky Československé v Olomouci ke zřízení nových skautských oddílů v Mariánském údolí a Hlubočkách, jejichž vedoucí si během prázdnin v tábořišti u Hluboček osvojovali skautské znalosti a dovednosti. Na lokalitě zvané „Skautská louka“ nedaleko Hluboček (nyní zvané „Horní Vinohrádky“) si skauti z Olomouce zbudovali na pozemku pana Reifa letní stanové tábořiště již na konci 20. let, které v první polovině třicátých let nahradily stálé dřevěné skautské chaty. V roce 1931 zde byla postavena též legionářská chata, využívaná legionáři a později i první víkendové chaty. Po založení skautského oddílu v Hlubočkách a Mariánském Údolí se nedařilo skautům získat klubovní místnost a Národní jednota apelovala na správce české školy v Mar. Údolí a v Hlubočkách, aby svým vlivem podpořili věc českých hraničářských skautů a dovolili jim využívat školní třídy. Skauti pomáhali například při slavnosti Národní jednoty v Hlubočkách, kde skauti po celých 14 dnů hlídali svěřený materiál české menšiny a při slavnosti samé. Jednalo se především o děti z dělnických rodin z místních železáren. Činnost skautských hlídek oddílu byla v roce 1933 rozšířena z Hluboček nádraží i na obec Hlubočky, dále i na Mariánské Údolí, kde se postupně přihlásilo dostatečné množství dětí ke zřízení oddílu. Skauty měl na starost vedoucí bratr Boh. Žáček. V Mariánském Údolí se scházeli v bytě u bratra Sanetrníka.

#### Česká menšinová škola
Česká státní škola obecná v Mariánském Údolí byla počátkem školního roku 1936/37 rozšířena o exposituru v Hlubočkách, přičemž místní odbor Národní jednoty v Hlubočkách hodlal učebny umístit do nové budovy, vystavěné vedle svého domku, kde vydržoval českou mateřskou školu.

#### Spolky a politické strany
- Místní odbor Národní jednoty pro Hluboček a Mariánské Údolí (r. 1923)
- Arbeiter Turn- u. Sportverein (Dělnický turnerský a sportovní spolek)
- Männer – Gesangsverein (Mužský pěvecký spolek)
- Arbeiter – Gesangsverein „Viktor Adler“  (Dělnický pěvecký spolek Viktor Adler)
- Verein Deut. Privatkindergarten in Hombok (Spolek německé mateřské školky v Hlubočku)
- Freiwillige Feuerwehr (Dobrovolní hasiči)
- Theater Dillitantenverein (Amatérský divadelní spolek)
- Deutscher Kulturverband (Německý kulturní svaz)
- Ortsgruppe Deut. Kommunistenpartei (místní skupina Německé komunistické strany)
- Ortsgruppe Bund d. Landwirte (místní skupina Svazu německých zemědělců)
- Ortsgruppe Deutsche Nationalsozialistische Arbeiterpartei  (místní skupina Německé národně socialistické strany dělnické)
- Ortsgruppe Deutsche sozialdemokratische Arbeiterpartei in der Tschechoslowakischen Republik (místní skupina Německé sociálně demokratické strany dělnické v ČSR)
- Ortsgruppe Deutsche Gewerbepartei (místní skupina Německé živnostenské strany)
- Ortsgruppe Bund der Deut. Nordmährens (místní skupina Svazu Němců)
- Ortsgruppe Industriebeamten u. Werkmeisterverband (místní skupina Svazu průmyslových úředníků a závodních mistrů)
- Ortsgruppe Metallarbeiterverband (místní skupina Svazu kovodělníků)
- Ortsgruppe Landwirtschaft. Gebirgsverband Habicht (místní skupina Zemědělského horského svazu Jestřábí)[56]

V letech 1789, 1914, 1997 a 2006 zažila obec velké povodně. Část obecního katastru byla přiřazena v 50. letech za vlády Klementa Gottwalda k Vojenskému újezdu Libavá.

## Obyvatelstvo
V 19. století obec patřila k panství Velká Bystřice, jež bylo v majetku Olomoucké metropolitní kapituly. Veškeré obyvatelstvo bylo katolického vyznání. Až na Velkou Bystřici, kde obyvatelstvo hovořilo německy a moravsky, dále pak obec Čechovice, kde obyvatelstvo mluvilo jen moravsky, ve všech ostatních obcích na panství hovořilo obyvatelstvo v roce 1834 jen německy. V roce 1834 měly Hlubočky 45 obytných stavení a 356 obyvatel.
Podle sčítání lidu v roce 1910 se v obci nacházelo 861 obyvatel, z toho 856 německé národnosti. Sčítání lidu z roku 1921 uvádělo 1 338 obyvatel, z toho 1 091 německé národnosti, 247 české národnosti. V roce 1924 zaměstnávala „Moravia” v Hlubočku 376 dělníků (315 Němců a 61 Čechů), v Mariánském Údolí přes 400 Němců a přes 200 Čechů. Většina dělníků byla organizována v levicových stranách. V roce 1931 vyhrály volby do závodního výboru v železárnách Moravia sociální demokraté, jejich kandidátka získala 400 hlasů (dříve 371), komunisté 339 hlasů (dříve 422).
Po osvobození bylo německé obyvatelstvo vyhnáno, z toho na 1 700 německých zaměstnanců akciové společnosti Moravia, přičemž ještě na podzim 1946 pracovalo v továrnách Moravie hlavně kvůli nedostatku kvalifikovaných sil 55 německých dělníků a odborníků. Z 35 antifašistů, zaměstnaných v továrně v Hlubočkách, bylo vyňato šest osob, všichni ostatní byli taktéž odsunuti. V roce 1974 žilo v obci Hlubočky a Mariánské Údolí 3 014 obyvatel, v Posluchově 91 obyvatel a v Hrubé Vodě 446 obyvatel.

## Vodní toky
Největším vodním tokem je řeka Bystřice (přítok řeky Moravy, povodí řeky Dunaje). Na katastru Hluboček má řeka Bystřice několik bezejmenných přítoků a také levostranné přítoky Hluboček, Trnava, Nepřívazský potok, Lichnička a pravostranné přítoky Zdiměřský potok, Mlýnský potok

## Pamětihodnosti
- Hluboký – zřícenina hradu ze 14. století na ostrohu obtékaném Bystřicí kousek na sever od Hrubé Vody
- Kulturní památka bývalá rychta č. p. 10
- Farní kostel Božského Srdce Páně, vysvěcen roku 1910
- Kaple Bolestné Panny Marie v Mariánském Údolí
- Kaple Nejsvětější Trojice na Posluchově
- Pomník Dukelským hrdinům

## Kultura a sport
V Mariánském Údolí se nachází kulturní dům s amfiteátrem, v obci je také sportovní hala, několik fotbalových a tenisových hřišť (Tenisový klub Hlubočky). Od roku 1971 se zde koná tradiční pochod Moraviánská padesátka. Mezi nové kulturní akce v obci patří Burácení v Údolí nebo Farmářské trhy. Působí zde fotbalový klub FK Hlubočky, Minikár klub Hlubočky v AČR, Jezdecký klub Hlubočky nebo sbor dobrovolných hasičů, jednotka stupně JPO II, po sportovní stránce jeden z nejúspěšnějších sborů v okrese. Lze zde nalézt též Ski areál a Fun Park Hlubočky, v místních částech pak Stanici mladých techniků Mariánské Údolí, Ski areál Hrubá Voda, Aktivity park Hrubá Voda a Ranč Posluchov.[zdroj?]

## Školství
V obci se nachází dvě základní školy, jedna úplná (ZŠ Hlubočky) a jedna neúplná (ZŠ Hlubočky - Mariánské Údolí, 1. až 5. třída). Jsou zde také dvě mateřské školy, v místní části Hlubočky - Dukla a Mariánské Údolí. V Hlubočkách má pobočku Základní umělecká škola Žerotín, která zde vyučuje hru na hudební nástroje.[zdroj?]

## Doprava a průmysl
Obcí vede silnice III. třídy z Velké Bystřice do Hrubé Vody. Údolím Bystřice prochází železniční trať Olomouc–Opava se zastávkou Hlubočky; další zastávku má také místní část Mariánské údolí. Dále obcí prochází cyklotrasy 6009 a 6030.
V roce 1951 byl založen závod na opravy leteckých motorů jako pobočka Moravia Aerospace, v současnosti pokračuje výroba pro letecký průmysl pod firmou Honeywell Aerospace Olomouc.[zdroj?]